# Trocha de Júcaro a Morón

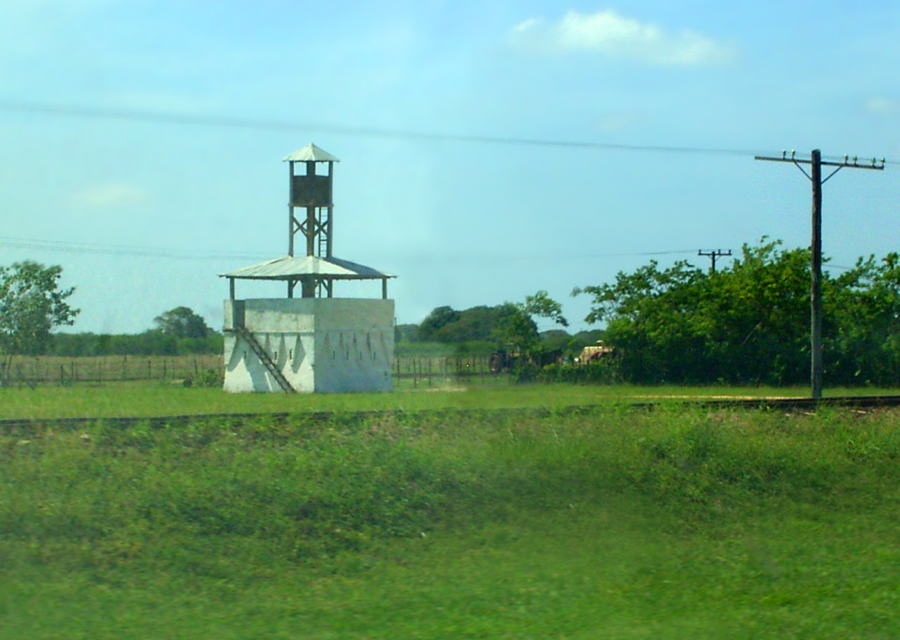
Fortín reconstruido de la Trocha cerca de Morón.

La Trocha de Júcaro a Morón fue una línea militar forticada construida entre 1869 y 1872 en Cuba para impedir el pase de las fuerzas insurgentes a la parte occidental de la isla durante la Guerra de los Diez Años (1868–1878). Tenía una extensión de 68 km, que discurría entre el sur y el norte de la isla, de Júcaro a Morón.

## Historia
Esta línea militar es la fortificación colonial española más grande realizada en el siglo XIX. Se trata de una ampliación industrial de las tradicionales defensas españolas de zanjas. Fue construida por esclavos negros e inmigrantes chinos. Incluía 60 fuertes con capacidad para albergar a 200 soldados cada uno, entre los cuales existían fortines menores. A sus costados se extendían zanjas y cercas con alambres de púas, protegidas por patrullas que realizaban recorridos constantes, con escuchas o centinelas en lugares intermedios. Cerca de la alambrada discurría en paralelo una vía estrecha de ferrocarril, la primera línea de ferrocarril estatal de Cuba, que proporcionaba suministros y refuerzos a los fuertes.
En la actualidad se conserva gran parte de la fortificación. La Trocha se considera uno de los monumentos militares más importantes del Caribe y algunas partes de la misma están protegidas por el Consejo Nacional de Patrimonio Cultural del Ministerio de Cultura de la República de Cuba.